# 奧爾良的伊麗莎白·夏洛特
伊丽莎白·夏洛特·德·奥尔良（法語：Élisabeth-Charlotte d'Orléans，1676年9月13日—1744年12月23日），是法国国王路易十四的弟弟菲利普一世与普法尔茨公主伊丽莎白·夏洛特的女儿，是神圣罗马帝国皇帝弗朗茨一世的母亲。